# Кременчуцький нафтопереробний завод
Кременчу́цький нафтопереро́бний заво́д — найбільше підприємство з виробництва нафтопродуктів в Україні. З 1994 року - основний осередок ПАТ «Укртатнафта».

## Опис
Завод має велике значення для України, як одне з джерел створення запасу нафтопродуктів і забезпечує понад 30 % українського ринку. Завод переробляє 7 тисяч тонн нафти за добу, що у декілька разів нижче за його проєктну потужність.
Близьке розташування морських портів Одеси та Миколаєва розширює експортні можливості підприємства.
Кременчуцький НПЗ забезпечує паливом для посівної, пасажирського транспорту, вантажних перевезень та усіх сфер мирного життя, виконання міського, обласного та державного бюджетів та робочими місцями для кременчужан.

## Історія

### Розвиток підприємства
- 1961 — Початок будівництва Кременчуцького НПЗ.
- 1966 — На підприємстві встановлено комбіновану установку АВТ А-12/5.
- 1967 — Установка каталітичного риформінгу бензинів Л-35/11-300. Бітумна установка 19/6.
- 1969 — Газофракційні установка (ГФУ).
- 1969—1970 — Комбінована установка ГК-3/1 № 1 з блоками первинної переробки нафти і каталітичного крекінгу.
- 1971 — Установка каталітичного риформінгу ЛЧ-35/11-600. Установка гідроочищення дизельного палива ЛЧ-24/7-68.
- 1972 — Блок первинної переробки нафти комбінованої установки ГК-3/1 № 2.
- 1974—1976 — Установка каталітичного риформінгу з екстракцією ароматичних вуглеводнів ЛГ-35-8/300Б. Комплекс установок з виробництва мастил (Г-37, Г-39-40, Г-36-37, Г-24). Сіркоочищення сухих газів. Блок каталітичного крекінгу комбінованої установки ГК-3/1 № 2.
- 1977 — Установка з виробництва елементарної сірки.
- 1978 — Комбінована установка з переробки нафти ЛК-6У (первинна переробка нафти, каталітичне реформування бензинів, гідроочищення гасу і дизельного палива, газофракціонування).
- 1981 — Комплекс з виробництва детергентного-диспергируючої присадки типу АМОКО-9250.
- 1984 — Установка з виробництва рідких парафінів методом «Парекс».
- 1988 — Комплекс установок регенерації відпрацьованих масел.
- 2001 — Установка з випуску метил-трет-бутилового ефіру.
- 2005 — Установка ректифікації сульфідовмісних конденсатів.
- 2006 — Заміна каталізаторних систем на С-200 установки ЛК-6У.
- 2008 — Заміна каталізаторних систем і внутрішніх пристроїв на установці ЛЧ-35/11-600.
- 2009 — Заміна каталізаторних систем і внутрішніх пристроїв на установці ЛЧ-35/11-300.
- 2009 — Заміна каталізаторних систем і внутрішніх пристроїв на установці ЛЧ-24-7/68

(отримання дизельного палива Євро-4)
- 2009 — Заміна каталізаторних систем і внутрішніх пристроїв на секції 300 / 1 установки ЛК-6У з метою організації процесу гідроочищення вакуумного газойля (одержання автомобільних бензинів Євро-3)

У листопаді 2017 року «Укртатнафта» завершила реконструкцію та здійснила успішний запуск установки Г-24 на Кременчуцькому НПЗ в режимі гідроочищення фракції авіаційного палива для реактивних двигунів та очищення і деметалізації деасфальтизату — компонента сировини каталітичного крекінгу.
За підсумками 2017 року завод збільшив переробку сирої нафти на 6,8 % (на 0,15 млн тонн), в порівнянні з 2016 роком — до 2,35 млн тонн.

### Російсько-українська війна
2 квітня 2022 року російська авіація атакувала місто Кременчук. Під обстріли потрапив Кременчуцький НПЗ та навколишні склади паливно-мастильних матеріалів. Інфраструктура підприємства знищена.
За заявою народного депутата Юрія Шаповалова, відновлення Кременчуцького нафтопереробного заводу розпочнеться після перемоги над рашистськими окупаційними військами.
24 квітня 2022 року російська армія завдала ракетного удару по  Кременчуцькому нафтопереробному заводу. 12 травня 2022 року завод було обстріляно чотирма ракетами.18 червня у підприємство влучило 6 ворожих ракет, без жертв.
20 вересня 2023 року росіяни повторно обстріляли завод, на ньому сталася пожежа. 1 листопада завод знову був атакований.

### Організаційна структура
| Рік       | Офіційна назва                                                                                         |
| --------- | --- |
| 1961—1994 | Державне підприємство «Кременчуцький нафтопереробний завод».                                           |
| 1994      | Відкрите акціонерне товариство «Кременчукнафтооргсинтез».                                              |
| з 1994    | Закрите акціонерне товариство «Транснаціональна фінансово-промислова нафтова компанія „Укртатнафта“».  |
| з 2010    | Публічне акціонерне товариство «Транснаціональна фінансово-промислова нафтова компанія „Укртатнафта“». |